# Pseudechinolaena
Genre
Synonymes
- Loxostachys Peter[2]
- Perulifera A.Camus[2]

Pseudechinolaena est un genre de plantes monocotylédones de la famille des Poaceae, sous-famille des Panicoideae, qui compte 6 espèces acceptées, dont 5 sont endémiques de Madagascar et une à distribution pantropicale.
Les espèces rattachées à ce genre regroupent des plantes herbacées, annuelles, aux tiges (chaumes) décombantes pouvant atteindre 60 cm de long, et aux inflorescences en racèmes spiciformes.

## Liste des espèces et variétés
Selon World Checklist of Selected Plant Families (WCSP) (7 juillet 2018) :
- Pseudechinolaena camusiana Bosser, Adansonia, n.s. (1975)
  - Pseudechinolaena camusiana var. camusiana
  - Pseudechinolaena camusiana var. tricistata Bosser, Adansonia, n.s. (1975)
- Pseudechinolaena madagascariensis (A.Camus) Bosser, Adansonia, n.s. (1975)
- Pseudechinolaena moratii Bosser, Adansonia, n.s. (1975)
- Pseudechinolaena perrieri A.Camus (1949)
- Pseudechinolaena polystachya (Kunth) Stapf (1919)
- Pseudechinolaena tenuis Bosser, Adansonia, n.s. (1975)